# Jerzy Samp

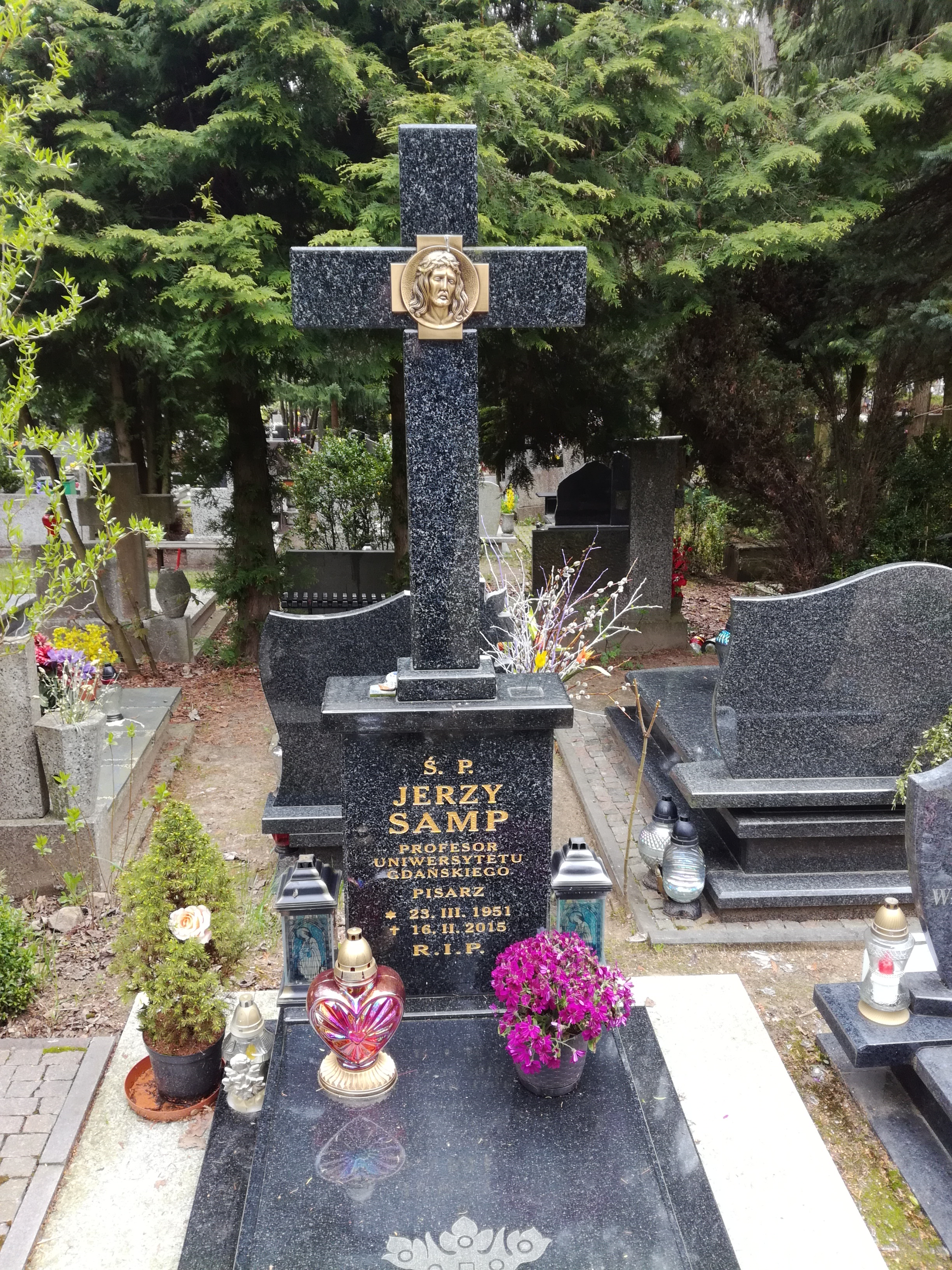
Grób Jerzego Sampa na cmentarzu Łostowickim

Jerzy Samp (ur. 23 marca 1951 w Gdańsku, zm. 16 lutego 2015 w Warszawie) – polski historyk literatury i pisarz.

## Życiorys
Urodził się w rodzinie Pawła (1907–1981) i Heleny z domu Zielke, brat Wawrzyńca, rzeźbiarza, i Mikołaja (1942–2012), księdza. Ukończył VII Liceum Ogólnokształcące w Gdańsku-Oruni. Początkowo, w latach 1969–1970, studiował filologię polską w Wyższej Szkole Pedagogicznej. Studia ukończył w 1975 na Uniwersytecie Gdańskim i w tym samym roku rozpoczął pracę na macierzystej uczelni. Doktoryzował się w 1982, habilitował w 1992, na podstawie pracy Gdańsk w relacjach z podróży 1772–1918. Pracował jako profesor Uniwersytetu Gdańskiego. Od 1994 był kierownikiem Zakładu Pomorzoznawstwa UG. Specjalizował się historii literatury i kultury Pomorza XIX i XX w.
Jako pisarz debiutował w 1977. Był autorem kilkudziesięciu książek i opracowań popularyzujących problematykę kaszubsko-pomorską, a w szczególności gdańską.
Należał m.in. do Gdańskiego Towarzystwa Naukowego, Zrzeszenia Kaszubsko-Pomorskiego oraz Instytutu Kaszubskiego.
Był mężem Barbary z domu Wojciechowskiej, ojciec Klaudii (ur. 1981) i Christiana (ur. 1984).
Zmarł po ciężkiej chorobie w warszawskim szpitalu, pochowany 21 lutego 2015 na cmentarzu Łostowickim w Gdańsku (kwatera 106-1A-7).

## Dzieła[1](wybór)
- Cyrografy (1977)[5]
- Smętek. Studium kreacji literackich (1984)[6]
- Baśniokrąg pomorski w pisarstwie Lecha Bądkowskiego (1984)
- Motywy skandynawskie w tradycji, kulturze i piśmiennictwie kaszubsko-pomorskim (1988)
- Poezja rodnej mowy (1985)[7]
- Zaklęta stegna. Bajki kaszubskie (1985)[8]
- Z woli morza. Bałtyckie mitopeje (1987)[9]
- Gdańsk w relacjach z podróży 1772–1918 (1991)[10]
- Gdańsk. Przewodnik po mieście (1991)[11]
- Orunia, Zabytki, historia, kultura (1992)[12]
- Wrzeszcz. Kościół na Czarnej (1992)
- Legendy gdańskie. Baśnie, podania i przypowieści (1992)[13]
- Bedeker gdański (1994)[14]
- Uczta stulecia. Dawne i nowe legendy gdańskie (1994)[15]
- Przygoda Królewianki i inne bajki z Kaszub (1994)[16]
- Miasto czterdziestu bram. Glosariusz gdański, Wydawnictwo „Marpress”, Gdańsk (1996)[17]
- Miasto tysiąca tajemnic. Glosariusza gdańskiego część druga, Wydawnictwo „Marpress”, Gdańsk (1999)[18]
- Miasto magicznych przestrzeni. Glosariusza gdańskiego część trzecia, Wydawnictwo „Marpress”, Gdańsk (2003)[19]
- Mitopeje pobrzeża Bałtyku, Wydawnictwo „Marpress”, Gdańsk (2009)[20]

## Nagrody i odznaczenia
- Nagroda Gdańskiego Towarzystwa Naukowego za książkę Studium kreacji literackich  (1984)
- Medal Stolema (1985)[21]
- Nagroda im. Lecha Bądkowskiego (1986)[22]
- Nagroda im. Aleksandra Majkowskiego (1991)
- Nagroda Miasta Gdańska w Dziedzinie Kultury „Splendor Gedanensis” (1993)[23]
- Nagroda Prezydenta Miasta Gdańska w Dziedzinie Kultury z okazji jubileuszu 30-lecia pracy twórczej (2007)[24]
- Brązowy Medal „Zasłużony Kulturze Gloria Artis” (2009)[25]